# Монпарнас, 19
«Монпарнас, 19» (фр. Montparnasse 19) или «Любовники Монпарнаса» (фр. Les Amants de Montparnasse) — художественный чёрно-белый фильм, биографическая драма, рассказывающая историю последних месяцев жизни одного из самых известных художников начала XX века Амедео Модильяни. Фильм снимался в августе — октябре 1957 года, премьера состоялась 4 апреля 1958 года.

## Сюжет
1917 год. Бедный художник с Монпарнаса, страдающий от алкоголизма, влюбляется в юную Жанну Эбютерн, девушку из состоятельной семьи, родители которой категорически против их отношений. Модильяни порывает свои отношения с англичанкой Беатрис. После тяжёлого приступа туберкулёза Модильяни уезжает на юг Франции, в Ниццу, куда к нему приезжает Жанна.
Через некоторое время они возвращаются в Париж, но никто не хочет покупать картины и рисунки Модильяни, и средств к существованию катастрофически не хватает.

## В ролях
- Жерар Филип — Амедео Модильяни
- Анук Эме — Жанна Эбютерн
- Лилли Палмер — Беатрис Гастингс
- Леа Падовани — Розали
- Жерар Сети — Леопольд Зборовский
- Лиля Кедрова — мадам Зборовская
- Лино Вентура — Морель
- Марианн Освальд — Берта Вейль
- Пьер Ришар — студент художественной школы (не указан в титрах)

## Съёмки
Режиссёр Макс Офюльс умер вскоре после начала съёмок и был заменён на Жака Беккера. В начале ленты сказано, что фильм посвящён памяти Офюльса. Жак Беккер снял после лишь ещё один фильм и умер менее чем через 2 года после премьеры «Монпарнас, 19».
Жерару Филипу было почти 35 лет, когда он играл 35-летнего же Модильяни. Сам Филип умер в возрасте 36 лет, также в Париже, как и Модильяни, через 1,5 года после выхода этого фильма и за три месяца до смерти режиссёра Жака Беккера.
«Монпарнас, 19» — первая роль в кино 23-летнего Пьера Ришара. Он показан на несколько секунд в начале фильма, когда Модильяни приходит в художественную школу и встречает Жанну. В следующий раз Ришар появится на экране лишь через 5 лет.
Художник по костюмам — Юрий (Жорж) Анненков, русский живописец и график, художник театра и кино, много работавший с Максом Офюльсом. Анненков был лишь на 5 лет моложе Модильяни.
Анна Ахматова, которая была близко знакома с Модильяни в 1910—1911 годах и характеризовала его не так, как он представлен в фильме, свой очерк о художнике завершила следующими словами: «Но и совсем недавно Модильяни стал героем достаточно пошлого французского фильма „Монпарнас, 19“. Это очень горько!»

## Прокат в СССР
Продолжительность демонстрации — 1 час 39 мин. Разрешён для всякой аудитории, кроме специальных детских сеансов, без права показа по телевидению до 1 августа 1974 года. Фильм дублирован на киностудии имени М. Горького в 1967 году.
Роли дублировали:
- Артем Карапетян — Модильяни
- Евгения Тэн — Беатрис
- Ольга Красина — Жанна
- Константин Михайлов — Морель
- Владимир Осенев — Зборовский
- Юрий Саранцев — Марсель
- Константин Карельских — мистер Диксон
- Лариса Матвеенко — Розали
- Мария Виноградова — мальчик-портье

Режиссёр дубляжа: Виталий Войтецкий

Перевод Льва Гринкруга, русский синхронный текст Виталия Войтецкого и Льва Гринкруга

Звукооператоры: В. Дмитриев, К. Амиров